# Wikinews
Wikinews ist ein freies Nachrichtenportal und ein Wikimedia-Projekt. Es setzt wie seine Schwesterprojekte die Wiki-Software MediaWiki ein.
Die englische Sprachversion wurde als erste am 15. November, die deutsche als zweite am 3. Dezember 2004 gegründet. Mittlerweile existiert die Plattform in 31 Sprachen.
Das Projekt will die Idee des Bürgerjournalisten (auch Graswurzel-Journalismus) verbreiten, hat aber seit Jahren mit einer geringen Beteiligung zu kämpfen.

## Entwicklung

Das bis zum 13. Februar 2005 genutzte Beta-Logo

Nachdem das Projekt vorgestellt worden war und sich eine klare Mehrheit der Abstimmenden für das Projekt ausgesprochen hatte, entschied sich der Wikimedia-Vorstand (Board of Trustees) am 15. November 2004 dafür, eine Demo-Version zu starten. Als sich die englischsprachige Demo-Version zwei Wochen lang gut entwickelte, wurde sie am 2. Dezember 2004 zur Beta-Version „befördert“. Am 3. Dezember 2004 folgte eine Beta-Version in deutscher Sprache. Von Januar bis März 2005 folgten als weitere Sprachen eine niederländische, französische, spanische, schwedische, bulgarische, polnische, portugiesische, rumänische und ukrainische Wikinews-Ausgabe (in dieser Reihenfolge). Am 13. März 2005 überschritt die englische Wikinews-Version die Marke von 1.000 Artikeln. Am 14. März 2006 ging die chinesische Wikinews-Version online. Am 31. März 2005 startete die italienische Wikinews-Version, Wikinotizie, für die bis zum März 2013 9.000 Artikel geschrieben wurden. Seit dem 24. Oktober 2006 ist es in der deutschsprachigen Wikinews nach dem Vorbild der englischsprachigen Version möglich, dass auch ein anonymer Benutzer Informationen aus erster Hand (sogenannte Originalberichterstattung) veröffentlichen kann. Voraussetzung zur Anwendung des „englischen Prinzips“ ist die ausführliche Darlegung der Quelle auf der Diskussionsseite.
Das Projekt erhielt unmittelbar nach seinem Start große internationale Medienaufmerksamkeit. Analytische Kommentare wurden in zahlreichen Blogs veröffentlicht, aber auch in Büchern. Die veröffentlichten Artikel werden ähnlich wie in der Wikipedia in Kategorien einsortiert. Außerdem gibt es zu vielen Themen entsprechende Portale, in denen die Artikel in chronologischer Folge erscheinen.
Am 26. Dezember 2020 lag die Seite laut Alexa Internet auf Platz 58.821 der globalen Seitenabrufe.

## Sprachversionen
Wikinews gibt es derzeit in 31 Sprachversionen (Stand: Januar 2025). Die Versionen auf Englisch und Russisch sind mit Abstand am aktivsten. Danach folgen Portugiesisch, Chinesisch, Polnisch, Französisch, Italienisch, Spanisch, Japanisch und Deutsch. In der unteren Liste sind alle Sprachversionen von Wikinews aufgeführt. Sprachversionen mit durchschnittlich null aktiven Autoren und Autorinnen in den letzten zwei Jahren sind mit dem Zeichen * als inaktiv markiert.
- Albanisch (sq)*
- Arabisch (ar)
- Bosnisch (bs)*
- Chinesisch (zh)
- Deutsch (de)
- Englisch (en)
- Esperanto (eo)
- Finnisch (fi)
- Französisch (fr)
- Griechisch (el)*
- Gun (guw)
- Hebräisch (he)
- Italienisch (it)
- Japanisch (ja)
- Katalanisch (ca)
- Koreanisch (ko)
- Limburgisch (li)
- Niederländisch (nl)
- Norwegisch (no)*
- Persisch (fa)
- Polnisch (pl)
- Portugiesisch (pt)
- Rumänisch (ro)
- Russisch (ru)
- Schwedisch (sv)*
- Serbisch (sr)
- Shan (shn)
- Spanisch (es)
- Tamil (ta)*
- Tschechisch (cs)
- Ukrainisch (uk)

Die Sprachversionen auf Bulgarisch, Sindhi, Thai, Türkisch und Ungarisch wurden wegen Inaktivität geschlossen.

## Rezeption
Spiegel Online bewertete im Dezember 2004 Wikinews folgendermaßen: „So, wie sich Wikinews anlässt, wird daraus allenfalls eine Konkurrenz für automatisierte Sammelseiten wie Yahoo-News, juristisch nur schlechter abgesichert.“
Die FAZ schrieb im August 2005, Wikinews könne „in Ländern wie China zur Sprengung strenger Hierarchien und des staatlichen Informationsmonopols beitragen“.
Über das Ergebnis einer vergleichenden Untersuchung von Wikinews und einschlägigen Tageszeitungen schrieb der Publizistikwissenschaftler Stefan Bosshart im März 2014: „Die Studie zeigt, dass Wikinews für den professionellen Journalismus keine Konkurrenz darstellt. Die Plattform erbringt allenfalls eine komplementäre Funktion.“